# 曹伟宏
曹伟宏（1981年8月—），湖南省长沙市长沙县人，湖南农业大学肄业，中华人民共和国政治人物，现任中国共产党韶山市委员会书记。

## 生平
1981年8月，曹伟宏出生在湖南省长沙市长沙县。1999年9月考入湖南农业大学人文社会科学学院工商管理专业，大学毕业前夕的2003年6月加入中国共产党。
2003年7月毕业后进入湘潭县易俗河经济开发区管委会工作。2006年9月转入湘潭县招商合作局。2008年10月出任中国共产主义青年团湘潭县委员会党组副书记、团县委书记、县非公经济工委委员，2010年5月升任党组书记。2010年10月调任湘潭县分水乡党委副书记、乡长候选人，次年1月正式出任乡长，2012年1月升任党委书记。2012年11月调任湘潭市雨湖区人民政府副区长、党组成员，2016年8月任雨湖区委常委、政法委书记。2017年3月任湘潭市人民政府办公室党组成员、市信访局党组书记，4月出任湘潭市人民政府副秘书长、市政府办公室党组成员、市信访局党组书记、局长。2019年9月出任中国共产党韶山市委员会副书记、市人民政府党组书记、代市长。2020年4月正式出任韶山市人民政府市长。2021年7月12日，中国共产党韶山市委员会召开全市领导干部大会，曹伟宏接替唐杰任市委书记，邓望军任韶山市人民政府市长候选人。